# سیارک ۳۴۶۷
سیارک ۳۴۶۷ (به انگلیسی: 3467 Bernheim، نامگذاری:1981SF2) سه هزار و چهارصد و شصت و هفتمین سیارک کشف شده‌است که در ۲۶ سپتامبر ۱۹۸۱ کشف شد.
قدر مطلق سیارک برابر ۱۳٫۰۰ است.